# Richard Linnehan
Richard Michael Linnehan (Lowell, 19 settembre 1957) è un veterinario e astronauta statunitense.
Nato a Lowell, in Massachusetts, è cresciuto nel New Hampshire. Dopo le scuole superiori, ha conseguito un Bachelor degree in Scienze Animali nel 1980 nella University of New Hampshire e una laurea in Dottore in Medicina Veterinaria nel 1985 nella Ohio State University.

## Carriera
Dopo aver iniziato la professione di veterinario, ha accettato una collaborazione con la Johns Hopkins University in veterinaria e patologia comparata allo zoo di Baltimora. Successivamente è entrato nel U.S. Army Veterinary Corps ed ha lavorato come veterinario nel programma mammiferi marini della marina statunitense al Naval Ocean Systems Center a San Diego in California. Durante questo periodo ha supervisionato la ricerca nei metodi di anestesia nei cetacei e nei pinnipedi, oltre alle tecniche di ortopedia e studi in farmacocinetica e riproduzione.

## Carriera NASA

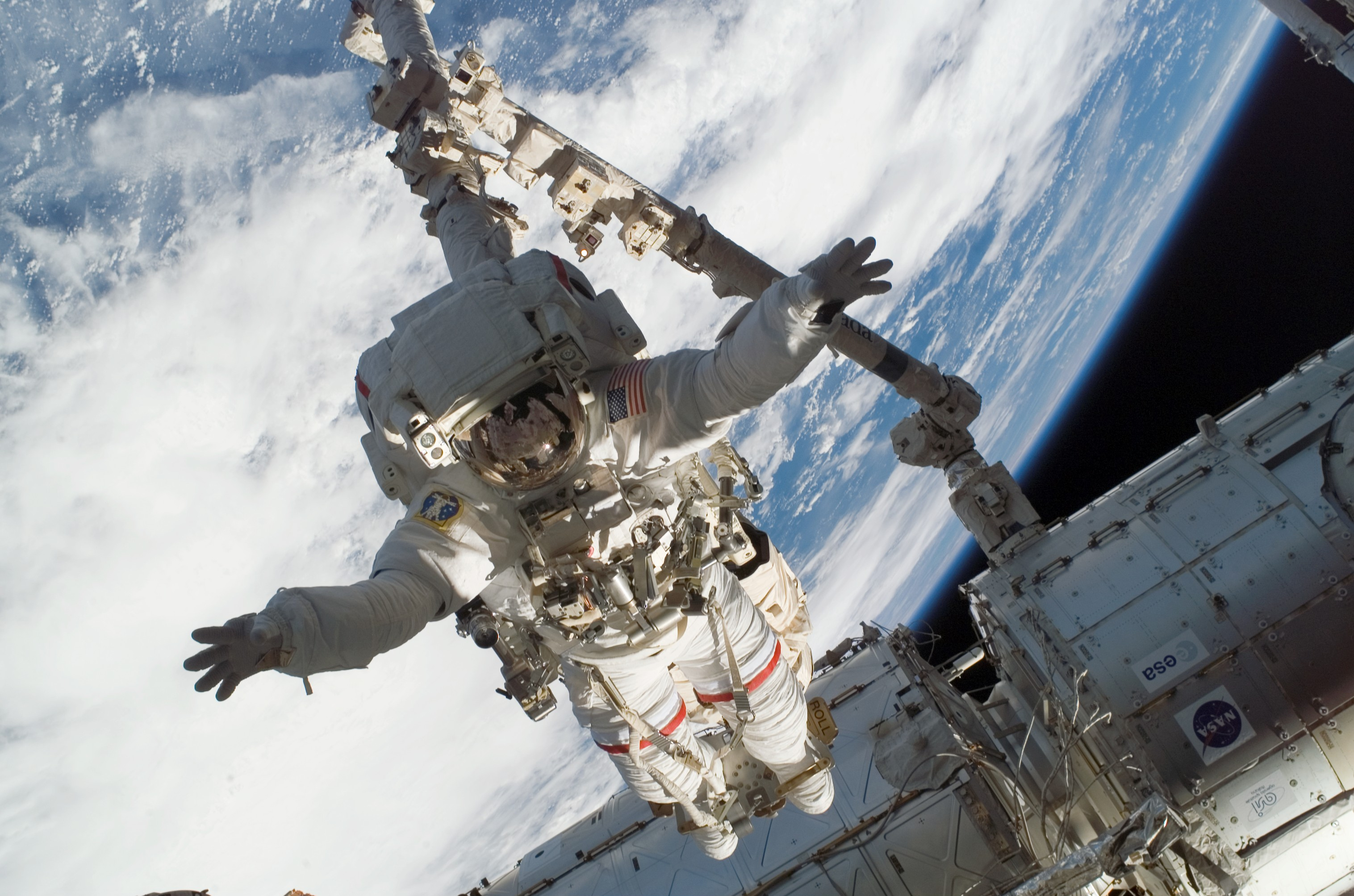
Linnehan agganciato al braccio robotico durante la missione STS-123

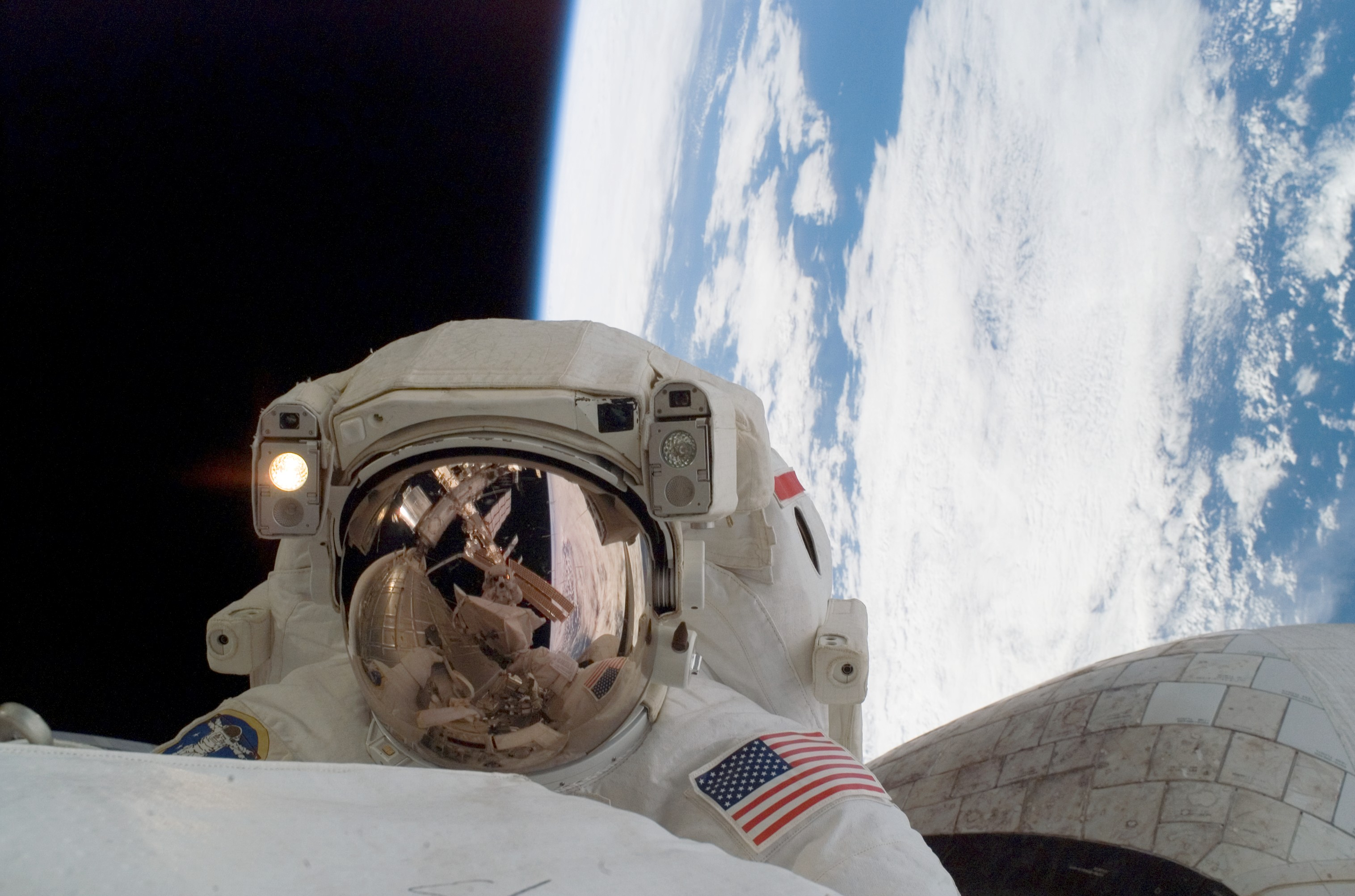
Linnehan ripreso durante la prima passeggiata spaziale della missione STS-123

Selezionato dalla NASA nel 1992, ha iniziato l'addestramento ad agosto dello stesso anno al Johnson Space Center, dove si è qualificato per le missioni Shuttle come specialista di missione. Inizialmente è stato assegnato alle verifiche del software di volo nello Shuttle Avionics Integration Laboratory. Successivamente si è assegnato all'Astronaut Office Mission Development Branch. La sua prima missione è stata la STS-78 nel 1996 a bordo del Columbia, dove sono stati condotti esperimenti per valutare l'effetto della microgravità sull'uomo e altre ricerche nel campo della biologia. Due anni dopo, nel 1998 ha partecipato alla missione STS-90 dove sono stati studiati gli effetti della microgravità sul sistema nervoso, tramite il modulo Neurolab. Nel 2002 ha partecipato a 3 passeggiate spaziali durante la missione STS-109, dedicate alla manutenzione del telescopio Hubble (4° servicing mission). Infine, nel 2008 ha partecipato alla missione STS-123, contribuendo all'installazione di alcuni componenti del Japanese Experiment Module e dello Special Purpose Dexterous Manipulator, un braccio robotico di costruzione canadese.